# Тертл (Вісконсин)
Тертл (англ. Turtle) — місто (англ. town) в США, в окрузі Рок штату Вісконсин. Населення — 2393 особи (2020).

## Демографія
Згідно з переписом 2010 року, у місті мешкало 2388 осіб у 956 домогосподарствах у складі 710 родин. Було 1002 помешкання
Расовий склад населення:
| - 94,1 % — білих - 2,6 % — чорних або афроамериканців - 0,6 % — азіатів - 0,1 % — корінних американців - 1,3 % — осіб інших рас |

До двох чи більше рас належало 1,3 %. Частка іспаномовних становила 2,2 % від усіх жителів.
За віковим діапазоном населення розподілялося таким чином: 21,9 % — особи молодші 18 років, 61,1 % — особи у віці 18—64 років, 17,0 % — особи у віці 65 років та старші. Медіана віку мешканця становила 45,8 року. На 100 осіб жіночої статі у місті припадало 107,7 чоловіків;  на 100 жінок у віці від 18 років та старших — 104,2 чоловіків також старших 18 років.
Середній дохід на одне домашнє господарство  становив 72 551 долар США (медіана — 67 333), а середній дохід на одну сім'ю — 85 778 доларів (медіана — 79 375). Медіана доходів становила 51 336 доларів для чоловіків та 36 136 доларів для жінок. За межею бідності перебувало 6,1 % осіб, у тому числі 2,3 % дітей у віці до 18 років та 7,8 % осіб у віці 65 років та старших.
Цивільне працевлаштоване населення становило 1403 особи. Основні галузі зайнятості: виробництво — 23,8 %, освіта, охорона здоров'я та соціальна допомога — 19,4 %, роздрібна торгівля — 18,1 %.